# Дочь Гидеона
«Дочь Гидеона» (англ. Gideon's Daughter) — телевизионная драма 2006 года режиссёра Стивена Полякова.

## Сюжет
Фильм описывает непростые отношения публициста Гидеона Уорнера с его дочерью на фоне смены власти и смерти принцессы Дианы.

## В ролях
| Актёр             | Роль                          |
| ----------------- | ----------------------------- |
| Билл Найи         | Гидеон Уорнер                 |
| Миранда Ричардсон | Стелла                        |
| Эмили Блант       | Наташа Уорнер                 |
| Роберт Линдсей    | Снит                          |
| Ронни Анкона      | Барбара                       |
| Том Харди         | Эндрю                         |
| Том Гудман-Хилл   | Дент                          |
| Джоанна Пейдж     | Диана                         |
| Дэвид Вэстхэд     | Билл                          |
| Саманта Уиттакер  | Бекка                         |
| Керри Шейл        | Бадаламенти                   |
| Кейт Фаулер       | лидер Совета                  |
| Дженнифер Хайэм   | девочка, играющая Ричарда III |

## Награды и номинации
- 2006 — номинация на Прайм-таймовую премия «Эмми» в категории «Лучшая оригинальная музыка и тексты песен» (Стивен Поляков, Эдриан Джонстон).
- 2006 — премия «Спутник» в категории «Лучшая мужская роль в мини-сериале или телефильме» (Билл Найи) и 2 номинации в категориях «Лучший телевизионный фильм» и «Лучшая женская роль в мини-сериале или телефильме» (Миранда Ричардсон).
- 2007 — 2 премии «Золотой глобус» в категориях «Лучшая мужская роль — мини-сериал или телефильм» (Билл Найи) и «Лучшая женская роль второго плана — мини-сериал, телесериал или телефильм» (Эмили Блант).
- 2007 — «Премия Пибоди»[2]